# Galería de esposas
Galería de esposas fue una serie de televisión, emitida por TVE en 1960, con guiones de Jaime de Armiñán.

## Argumento
Continuación de Galería de maridos, uno de los mayores éxitos de la entonces incipiente televisión en España la temporada previa, Galería de esposas recoge en cada episodio el retrato de una relación de pareja, desde la perspectiva de las diferentes personalidades que pueden tener las mujeres. Los personajes de la esposa fueron, en todos los capítulos, interpretados por la actriz uruguaya Margot Cottens en el papel de Julia.

## Listado parcial de episodios
- La histérica
- La llorona
- La desaliñada
- La pesimista